# Aisel (chanteuse)
Pour les articles homonymes, voir Mammadova.
Aysel Məmmədova, ou plus simplement Aisel, née le 3 juillet 1989 à Bakou, est une chanteuse azérie. Elle a étudié à l'Académie de musique Hajibeyov de Bakou.
La chanteuse est choisie pour représenter l'Azerbaïdjan à l'Eurovision 2018 avec la chanson X My Heart. Classée onzième de sa demi-finale, elle devient la première interprète azérie de l'histoire du concours à ne pas se qualifier pour la finale.